# 160215 Haines-Stiles
160215 Haines-Stiles este o planetă minoră (asteroid) din centura de asteroizi. A fost descoperită pe 8 februarie 2002 la Observatorul Național Kitt Peak de Marc Buie⁠(d). 
Obiectul prezintă o orbită caracterizată de o semiaxă mare de 2,447307253277 UAi, o excentricitate de 0,19773015652209, o înclinație de 3,1339257314961 ° în raport cu ecliptica.